# La Soledad del Monte
La Soledad del Monte är en ort i Mexiko.   Den ligger i kommunen San Luis de la Paz och delstaten Guanajuato, i den centrala delen av landet, 260 km nordväst om huvudstaden Mexico City. La Soledad del Monte ligger 2 019 meter över havet och antalet invånare är 170.
Terrängen runt La Soledad del Monte är lite kuperad, och sluttar söderut. Runt La Soledad del Monte är det ganska tätbefolkat, med 52 invånare per kvadratkilometer. Närmaste större samhälle är San Luis de la Paz, 10,2 km öster om La Soledad del Monte. Trakten runt La Soledad del Monte består till största delen av jordbruksmark.